# Vid Kavtičnik
Vid Kavtičnik, né le 24 mai 1984 à Slovenj Gradec, est un joueur international slovène de handball. Gaucher, il joue au poste d'ailier ou d'arrière droit et a notamment évolué au THW Kiel puis dix saisons au Montpellier Handball avec lesquels il a remporté deux Ligue des champions, sept championnats nationaux et dix-sept coupes nationales.

## Biographie
Vid Kavtičnik débute dans le club slovène du RK Gorenje Velenje avec lequel il participe au championnat de Slovénie dès l'âge de 16 ans. Ses bonnes performances sont très vite remarquées par le sélectionneur slovène : il dispute ainsi son premier match sous le maillot slovène à 17 ans, un record de précocité. Également sélectionné en équipe nationale junior, il remporte des médailles aux championnats d'Europe junior en 2002 et 2004 et au championnat du monde junior en 2003. Puis il remporte la médaille d'argent du Championnat d'Europe 2004 organisé en Slovénie, compétition où il est élu meilleur ailier droit. Peu de temps après, il se rompt le Ligament croisé antérieur lors de la demi-finale de la Coupe des Coupes, mais grâce à une intense préparation physique, il peut participer aux Jeux olympiques d'Athènes 2004 avec une décevante onzième place à la clé. Contre-coup de ce retour éclair, il subit un passage à vide la saison suivante, mais il retrouve finalement la forme en fin de saison et est alors approché par de nombreux clubs.
En 2005, il signe finalement pour le club allemand du THW Kiel, club alors entrainé par « Noka » Serdarušić. En quatre saisons en Allemagne, il remporte une Ligue des champions en 2007 puis échoue en finale les deux années suivantes. Son palmarès s'enrichit également de quatre titres de Champion d'Allemagne et de trois Coupes d'Allemagne.
En 2009, il accompagne son coéquipier et ami Nikola Karabatic qui retourne dans son club formateur, Montpellier, avec pour objectif de remporter la ligue des champions. Si cet objectif ne sera pas réalisé, il contribue à l'hégémonie montpelliéraine en France avec trois titres de champion de France, deux coupes de France, trois coupes de la Ligue française et deux Trophée des champions.
Le 18 mars 2012, lors du huitième de finale de la Ligue des Champions face au FC Barcelone, il se blesse gravement au genou et est écarté des terrains pour 8 mois.
Sur la scène internationale, il revêt le maillot slovène à près de 200 reprises pour plus de 500 buts marqués. Si, en 2011, il décide de ne plus représenter la Slovénie et des rumeurs annoncent sa possible naturalisation pour jouer avec l'Équipe de France de Nikola Karabatic, ces rumeurs se révèlent infondées. Ainsi, s'il ne participe pas à l'Euro 2012, il prend part à l'épopée slovène au Championnat du monde 2013 en Espagne où la Slovénie termine à la quatrième place.
En 2019, après dix saisons à Montpellier, son contrat n'est pas prolongé et il rejoint à l'intersaison le Pays d'Aix UC avant de prendre la direction de l'USAM Nîmes Gard un an plus tard.

### Vie privée
Vid Kavtičnik a été marié à Masa de mars 2010 à 2019. Ensemble, ils ont eu une fille, Lara née en 2010, et un garçon, Lev né en 2014.

## Palmarès

### En clubs
Compétitions internationales
- Vainqueur de la Ligue des champions (C1) (2) : 2007 et 2018
  - Finaliste en 2008 et 2009
- Finaliste de la Coupe de l'EHF (C3) (1) : 2014

Compétitions nationales
- 2e du Championnat de Slovénie en 2004 et 2005
- Vainqueur de la Coupe de Slovénie (1) : 2003
- Vainqueur du Championnat d'Allemagne (4) : 2006, 2007, 2008, 2009
- Vainqueur de la Coupe d'Allemagne (3) : 2007, 2008, 2009
- Vainqueur de la Supercoupe d'Allemagne (2) : 2007, 2008
- Vainqueur du Championnat de France (3) : 2010, 2011, 2012
- Vainqueur de la Coupe de France (4) : 2010, 2012, 2013, 2016
- Vainqueur de la Coupe de la Ligue française (5) : 2010, 2011, 2012, 2014, 2016
- Vainqueur du Trophée des Champions (3) : 2010, 2011, 2018

### En équipe nationale
Vid Kavtičnik a marqué 543 buts en 197 sélections en équipe nationale de Slovénie :
- championnat d'Europe
  -  finaliste 4u championnat d'Europe 2004 en Slovénie
  - 14e place au championnat d'Europe 2016 en Pologne
  - 8e place au championnat d'Europe 2018 en Croatie
  - 4e place au championnat d'Europe 2020 en Suède, Autriche et Norvège
- Championnats du monde
  - 4e place au championnat du monde 2013 en Espagne
  - 8e place au championnat du monde 2015 au Qatar
  -  troisième du championnat du monde 2017 en France
- Jeux olympiques de 2004
  - 11e place aux Jeux olympiques de 2004
  - 6e place aux Jeux olympiques de 2016

En équipe nationale junior
- médaille d'argent au Championnat d'Europe junior 2002
- médaille de bronze au Championnat du monde junior 2003
- médaille de bronze au Championnat d'Europe junior 2004

### Récompenses individuelles
- Élu meilleur ailier droit au Championnat d'Europe 2004 en Slovénie[6]
- Élu meilleur arrière droit du Championnat de France 2009-2010

## Galerie

Galerie sur Vid Kavtičnik
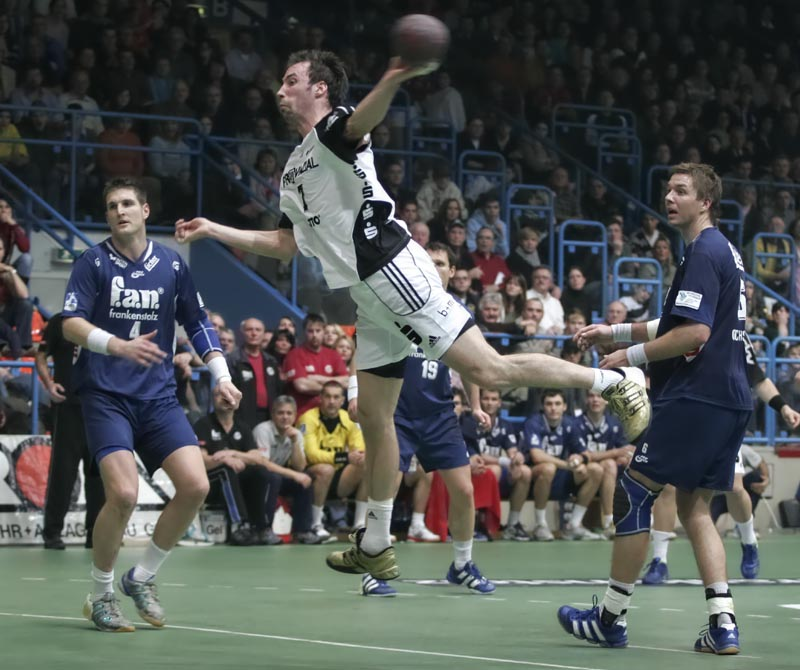
Avec le THW Kiel en 2006.
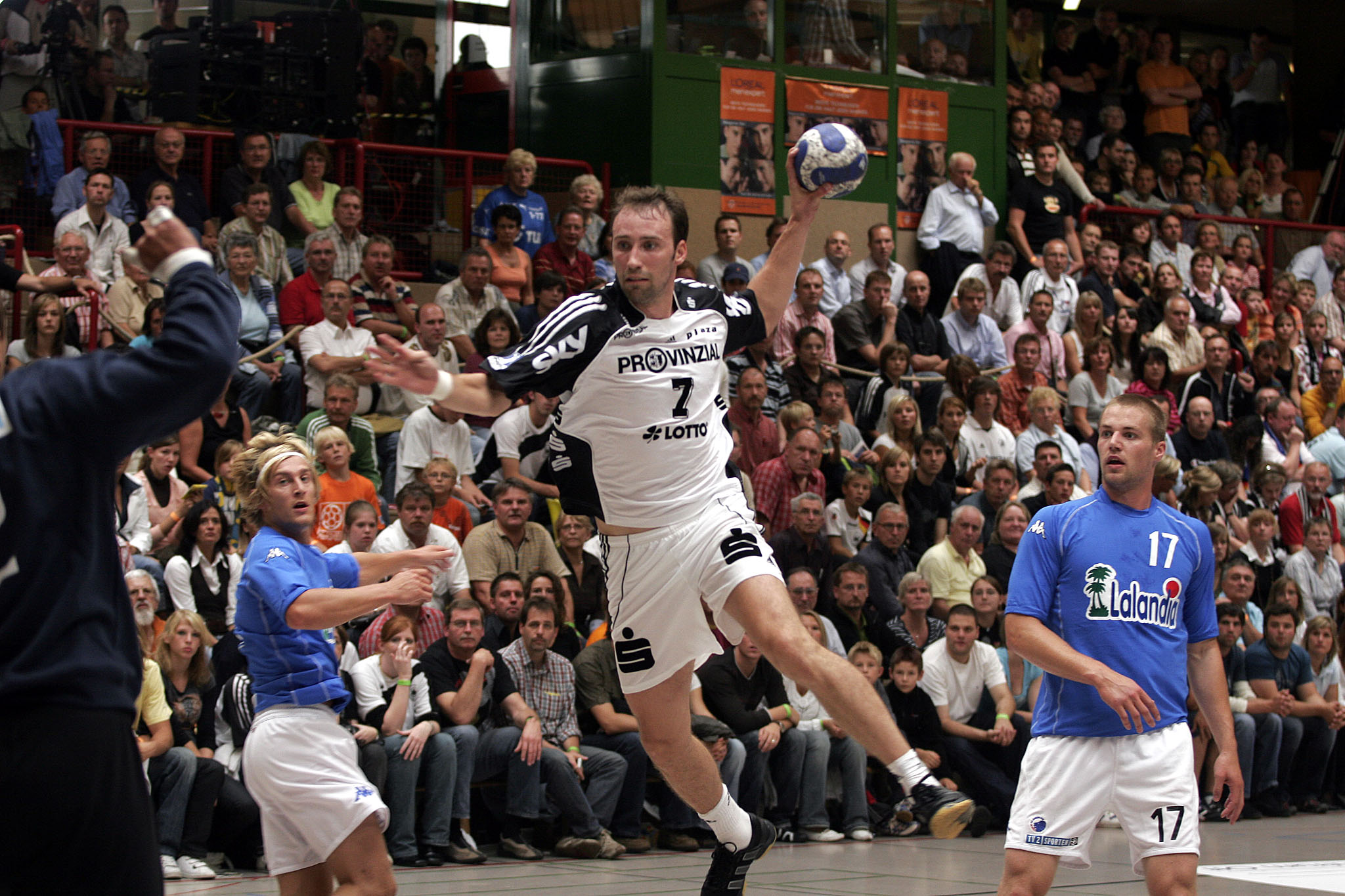
Avec le THW Kiel en 2007.
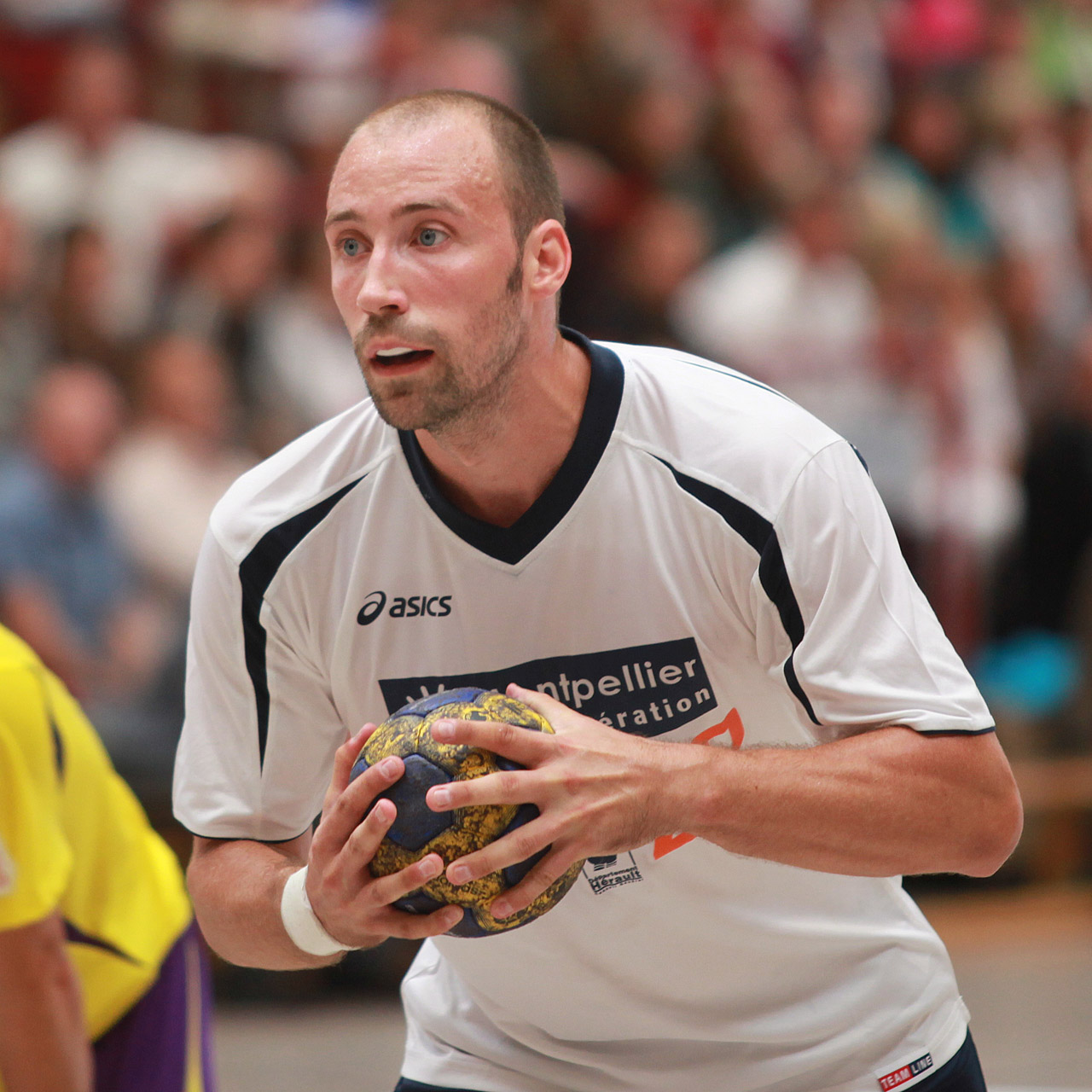
Avec Montpellier en 2010.
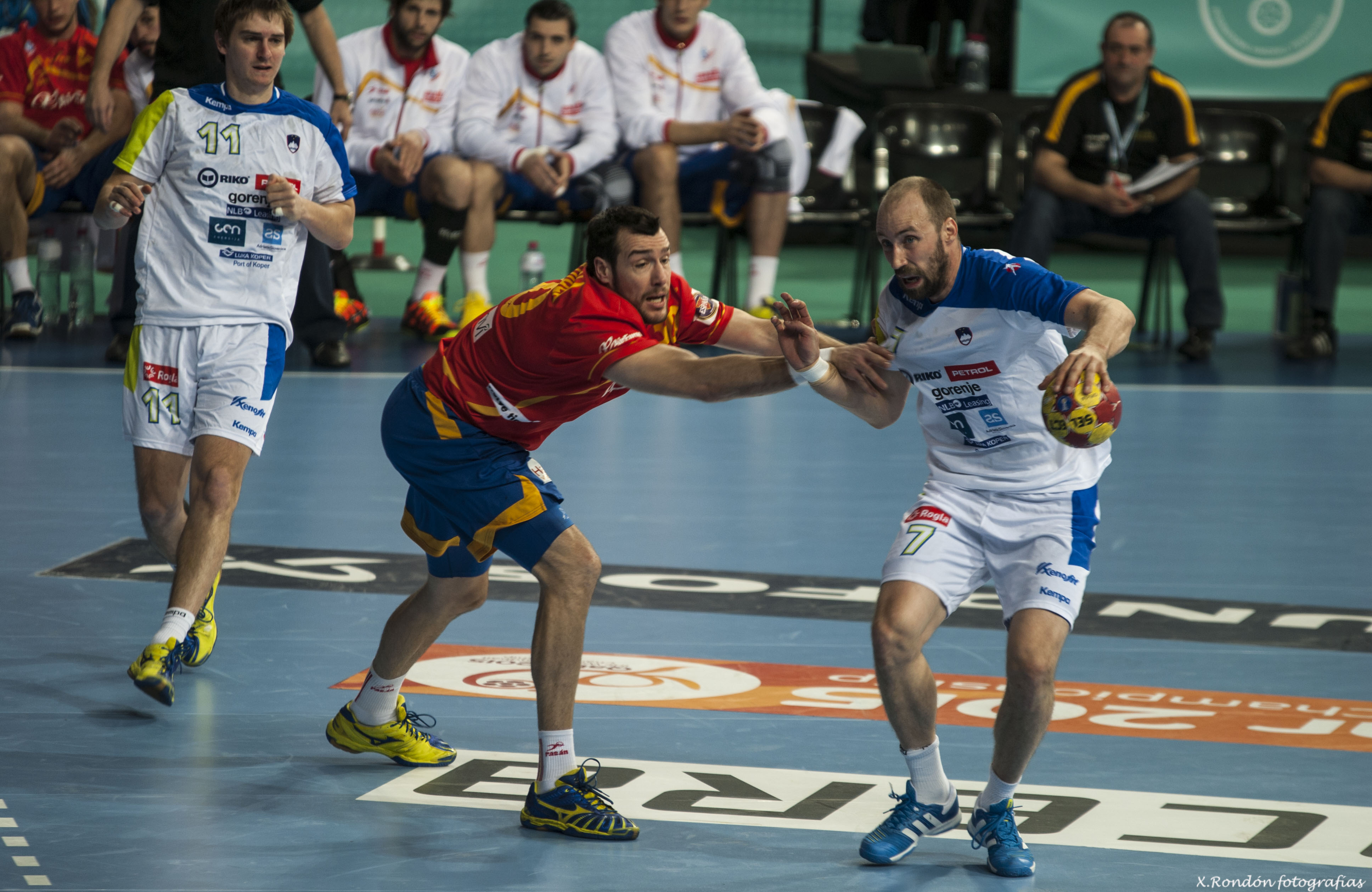
Avec la Slovénie en 2013.
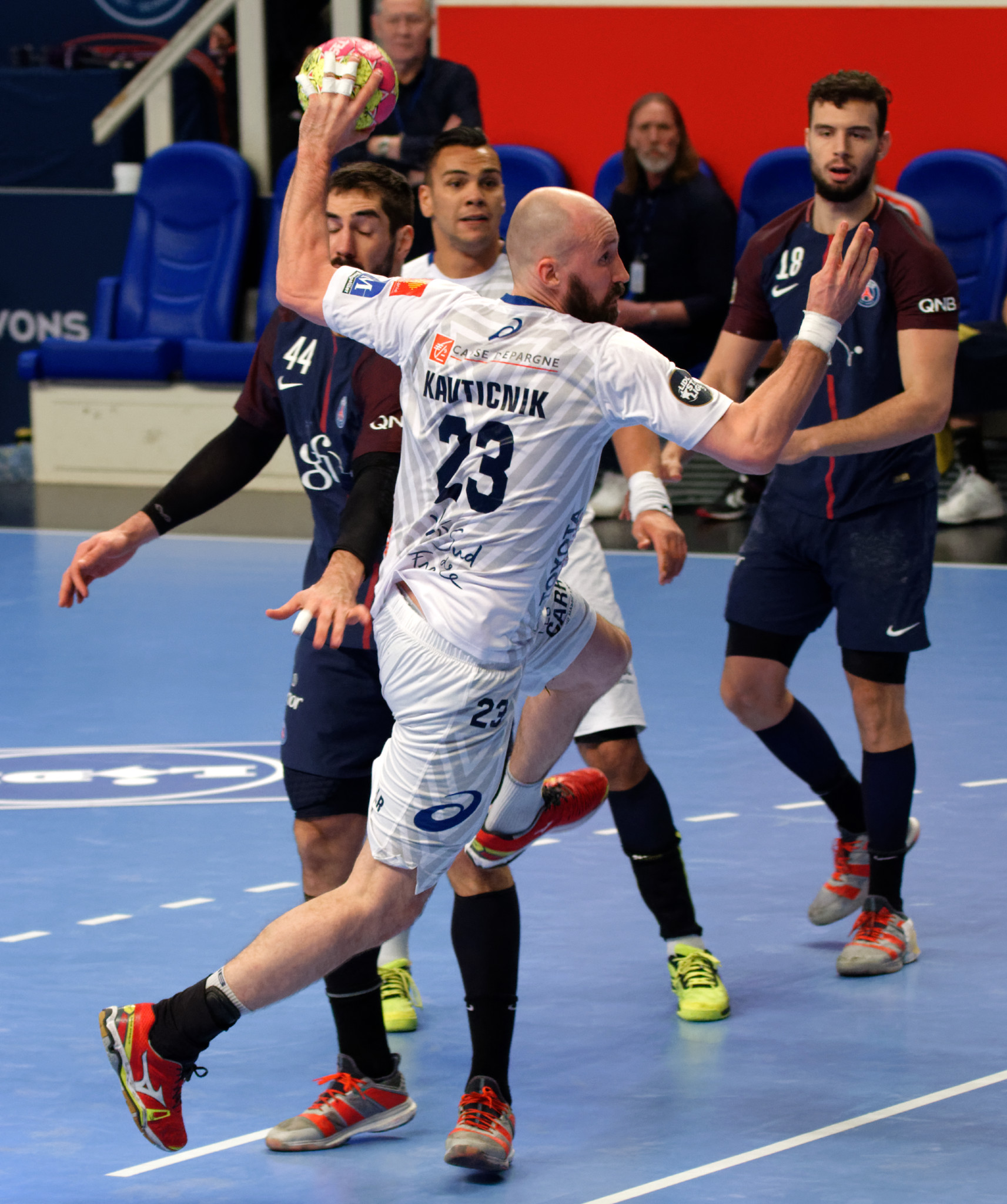
Avec Montpellier en 2018.
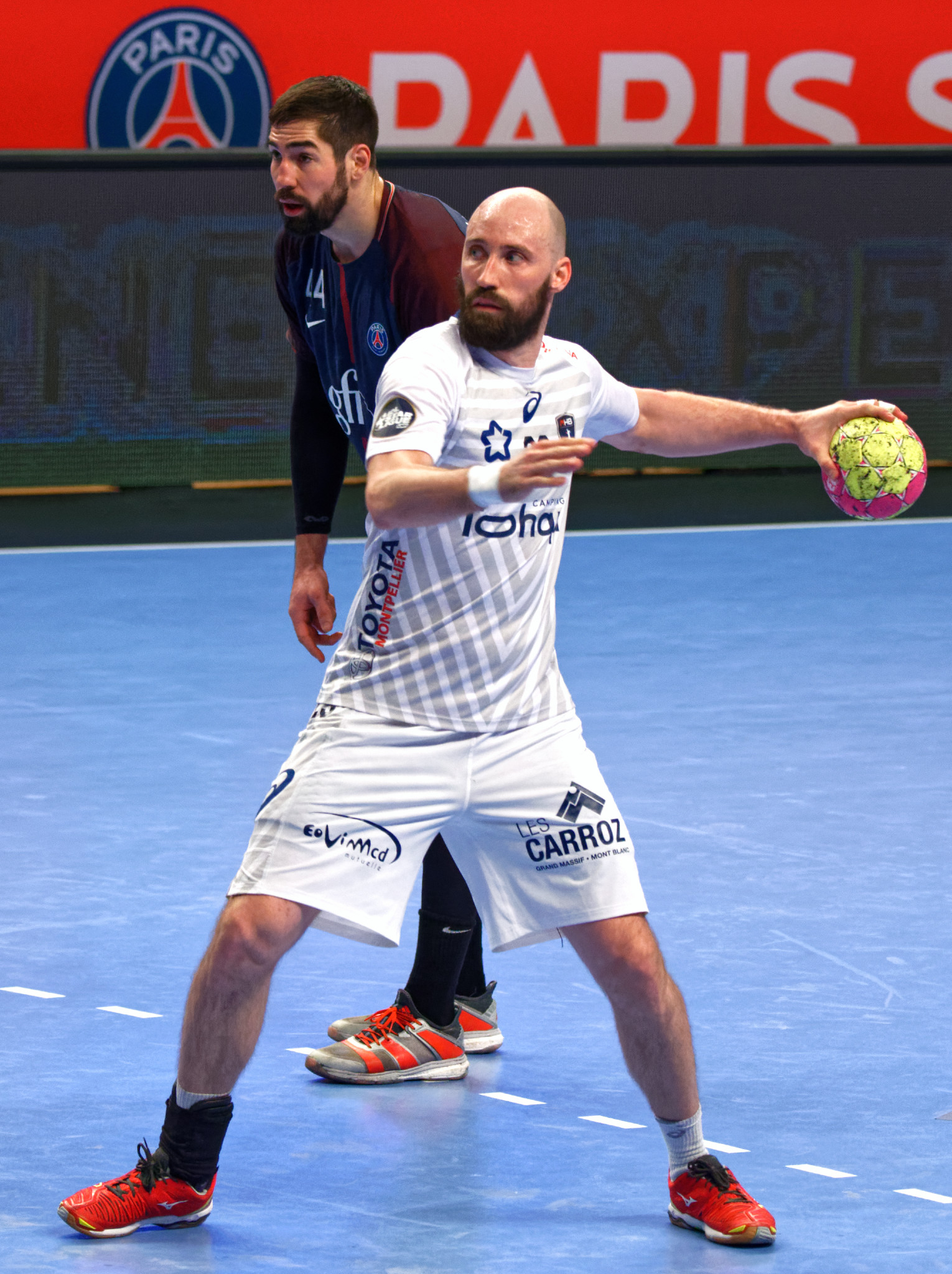
idem